# Epithelial-mesenchymale Transition
Als Epithelial-mesenchymale Transition (EMT) bezeichnet man den Übergang von Epithelzellen in Zellen mit mesenchymalen Eigenschaften.
Während der Embryonalentwicklung können Epithelzellen ihre epithelialen Eigenschaften verlieren, indem sie ihre Zellkontakte auflösen und Adhäsionsmoleküle wie E-Cadherin herunterregulieren. Dadurch können die Zellen nun migrieren und die Basalmembran passieren. In ihrem Zielgebiet angekommen, können sie sich zu verschiedenen Zellen oder wieder zu Epithelzellen differenzieren.
Eine Voraussetzung für die Migration ist der Verlust der Polarisierung der Zelle. Epithelzellen haben eine äußere, apikale Seite, die dem Äußeren (z. B. bei der Haut) oder dem Lumen (z. B. beim Darm oder Drüsen) zugewandt ist, und eine basale Seite, die über eine Basallamina mit dem darunterliegenden Gewebe verbunden ist.
Die Polarität von Epithelzellen ist durch strukturelle und funktionelle Unterschiede von apikaler und basaler Membran der Epithelzellen geprägt.
Auch bei der Metastasierung von Tumoren kommt es zu einem Phänotypwechsel, bei dem die Tumorzellen ihre zellspezifischen Eigenschaften verändern oder verlieren und damit die Fähigkeit zur Migration erlangen. Im Zuge dieses Prozesses kommt es nicht nur zu einer Herunterregulierung von epithelialen Markern (wie E-Cadherin), aber auch zu einer Hochregulierung von mesenchymalen Markern (wie Vimentin oder glattmuskulärem Aktin).
Das Gegenteil ist die mesenchymale-epitheliale Transformation (MET).